# Jan Felix Drexler
Jan Felix Drexler (* 1976 in Frankfurt am Main) ist ein deutscher Arzt und Virologe. Seit 2017 ist er Professor für Virologie an der Charité in Berlin, wo er die Arbeitsgruppe Virusepidemiologie leitet. Sein Arbeits- und Forschungsschwerpunkt liegt auf neuartigen Viren aus Menschen und tierischen Reservoiren und der möglichen Virenübertragung und -verbreitung von Tieren zu Menschen. Im Rahmen der COVID-19-Pandemie war er an unterstützenden Maßnahmen insbesondere in Lateinamerika entscheidend beteiligt.

## Werdegang
Drexler studierte von 1996 bis 2003 an der Universität Hamburg Medizin, wo er ebenfalls von 1996 bis 2002 einen Abschluss in Spanisch erwarb. Im Jahr 2003 schloss er mit einer Arbeit über die Effekte des MDMA-Konsums seine Promotion im Fachbereich Medizin ab. Zwischen 2004 und 2012 war er als Assistenzarzt tätig am Institut für Virologie des Universitätsklinikums Bonn, am Universitätsklinikum Professor Edgard Santos in Salvador, Brasilien, und am Bernhard-Nocht-Institut für Tropenmedizin in Hamburg. Von 2012 bis 2014 hatte er Postdoktoranden-Positionen am Institut für Virologie in Bonn und am Erasmus University Medical Center, Rotterdam, in der Abteilung für Virologie inne. Von Anfang 2015 bis Mitte 2017 hatte er eine Professur an der Universität Bonn inne, bevor er Mitte 2017 Professor an der Charité in Berlin wurde.
Die von ihm geleitete Arbeitsgruppe Virusepidemiologie beschäftigt sich mit neuartigen Viren aus Menschen und tierischen Reservoiren. Ein Schwerpunkt dabei ist die Evolutionsbiologie von Hepatitis-Viren.
Im Laufe seiner Forschungstätigkeiten konnte Drexler auch erstmals nachweisen, dass das Mumps-Virus auf Fledermäuse zurückzuführen ist. Außerdem wies er nach, dass sie Hepatitis-B-Viren in sich tragen. Drexler war auch entscheidend am Nachweis beteiligt, dass sich das Hepatitis-C-Virus und verwandte Viren ursprünglich in Nagetieren entwickelt haben.
Drexler ist ein anerkannter Experte, was das Zika-Virus betrifft, insbesondere die Zikavirus-Epidemie 2015/2016. Für die Deutsche Bundesregierung ist Drexler im Ausland als Berater unterwegs. Besonders in Entwicklungsländern informiert er im Umgang und der Vorsorge von Pandemien. Entsprechend seinem Forschungsschwerpunkt ist er im Dienste des Bundesministeriums für wirtschaftliche Zusammenarbeit und Entwicklung und die Gesellschaft für Internationale Zusammenarbeit unter anderem in Afrika und Südamerika unterwegs. So leitete er im Jahr 2020 Beratungsreisen zum Thema COVID-19-Pandemie nach Togo und Peru. Außerdem trat er in diesem Zusammenhang als Redner beim World Health Summit auf.
Ab dem Jahr 2020 informierte Drexler regelmäßig über die COVID-19-Pandemie in der Deutschen Welle in einer eigenen Kolumne für Lateinamerika. Die Kolumne erschien im Rahmen eines vom Auswärtigen Amt geförderten Projekts.
Seit Anfang 2024 leitet Drexler das von der Charité initiierte Projekt „Zoonosis Emergence across Degraded and Restored Forest Ecosystems“ (ZOE) (deutsch: Auftreten von Zoonosen in geschädigten und wiederhergestellten Waldökosystemen), das für vier Jahre geplant ist und durch die Europäische Kommission mit vier Millionen Euro gefördert wird. Das internationale interdisziplinär arbeitende Projektteam hat sich dabei zum Ziel gesetzt, die Zusammenhänge zwischen Landnutzung, Verlust der Artenvielfalt und Zunahme von Zoonosen zu erforschen.

## Ehrungen
Im Jahr 2013 erhielt Drexler die Heine-Medin-Medaille der European Society for Clinical Virology (ESCV) für seine Arbeiten zu viralen Zoonosen, insbesondere zu Coronaviren. 2009 erhielt er den Förderpreis Klinische Infektionsforschung der Deutschen Gesellschaft für Pädiatrische Infektiologie. Im Jahr 2020 wurde er im Rahmen einer Reise nach Peru im Auftrag der Bundesregierung Deutschland mit der Ehrentafel des Peruanischen Kongresses für seine Unterstützung des Landes im Kampf gegen die Coronavirus-Pandemie ausgezeichnet. Für seine Leistungen in der Diagnostik neuer Viruserkrankungen wurde Drexler 2023 mit dem Memento Forschungspreis für vernachlässigte Krankheiten von Ärzte ohne Grenzen, Brot für die Welt, BUKO Pharma-Kampagne und DAHW Deutsche Lepra- und Tuberkulosehilfe ausgezeichnet.